# Mordowskij Biełyj Klucz
Mordowskij Biełyj Klucz (ros. Мордовский Белый Ключ) – wieś (sieło) w Rosji, w obwodzie uljanowskim, w rejonie wieszkajmskim. W 2010 liczyła 423 mieszkańców.